# Molí del Pigat
Molí del Pigat és un molí del municipi de l'Aleixar (Baix Camp) que forma part de l'Inventari del Patrimoni Arquitectònic de Catalunya.

## Descripció
És un antic molí, al costat de la riera de la Mussara, molt a prop del poble de Vilaplana. Resten part de la bassa d'aigua i de l'edifici, parcialment en ruïnes. Hi ha algunes pedres de molí trencades pel mig de la brolla, i d'altres han estat aprofitades com a material de construcció de la petita era que hi ha davant de la façana. Restes de canalització de l'aigua des de la riera.

## Història
És possible que es tracti de l'antic Molí de la Vila de Vilaplana, esmentat a les Vàlues de 1698, probablement originari del segle xiv. Consten els noms de diversos arrendataris del Molí de la Vila, com Josep Grau, del Morell (anys 1737-39 i 1742), Joan Jornet (1739, Martí Roca (1755 i 1759), i Rafel Molné (1759). Tots els veïns del poble estaven obligats a moldre el blat i les llegums en el molí de la vila, amb penalitzacions si ho feien "en altre molí" (1737).